# خوسيه كارلوس كوينتراو مارافونا
خوسيه كارلوس كوينتراو مارافونا (بالبرتغالية: José Carlos Coentrão Marafona) هو لاعب كرة قدم برتغالي في مركز حراسة المرمى ولد في يوم 8 مايو 1987 في مدينة فيلا دو كوندي في البرتغال، يلعب حالياً مع نادي باسوش دي فيريرا وسبق له اللعب مع نادي موريرنسه ونادي أفس ونادي ماريتيمو ونادي بارزيم ونادي ريو أفي، يبلغ طوله 190 سم.

## روابط خارجية
- خوسيه كارلوس كوينتراو مارافونا على موقع اتحاد تركيا (لاعب) (الإنجليزية)
- خوسيه كارلوس كوينتراو مارافونا على موقع قاعدة بيانات كرة القدم.إي يو (الإنجليزية)
- خوسيه كارلوس كوينتراو مارافونا على موقع ناشيونال فوتبول تيمز (الإنجليزية)
- خوسيه كارلوس كوينتراو مارافونا على موقع Soccerway.com (الإنجليزية)
- خوسيه كارلوس كوينتراو مارافونا على موقع عالم كرة القدم.نت (الإنجليزية)
- خوسيه كارلوس كوينتراو مارافونا على موقع AS.com (الإسبانية)